# Ciências da saúde
As ciências da saúde ou ciências médicas são as áreas de estudo relacionadas com a vida, a saúde e a doença, e incluem a medicina humana, a biologia, a medicina veterinária, a biomedicina, a enfermagem, a fonoaudiologia, as análises clínicas, a farmácia, a Ciências do Esporte, a educação física, a odontologia, a psicologia, a terapia ocupacional, a nutrição, a fisioterapia e a engenharia biomédica, entre outras.
As ciências da saúde, utilizam principalmente dos seguintes princípios metodológicos e atuações: na fase diagnóstica: anamnese, sondagem, exames clínicos, exames laboratoriais e testes. Na fase de atuação: indicação de medicamentos, aplicação de manobras, massagens, exercícios terapêuticos específicos e atividades físicas, orientações de dietas, posturas e mudança comportamental. Na fase de acompanhamento: comparações de exames e testes, avaliação clínica e retornos periódicos.

## Formação
Em Portugal existem actualmente uma licenciatura com este nome cujo plano curricular serve de tronco comum a qualquer outro curso na área da saúde, nomeadamente medicina, medicina dentária e ciências farmacêuticas. Esta licenciatura funciona apenas em duas faculdades: Faculdade de Medicina de Lisboa e Instituto Superior de Ciências da Saúde Egas Moniz.[carece de fontes?]

## Ramos da medicina[1]
- Anestesiologia – ramo da medicina que lida com suporte de vida e anestesia durante a cirurgia.
- Angiologia - ramo da medicina que trata das doenças do sistema circulatório .
- Audiologia - concentra-se na prevenção e cura de danos auditivos.
- Bariatria - o ramo da medicina que lida com as causas, prevenção e tratamento da obesidade
- Cardiologia – ramo da medicina que trata das doenças do coração e dos vasos sanguíneos .
- Medicina de cuidados intensivos – centra-se no suporte de vida e nos cuidados intensivos de doentes graves.
- Medicina orofacial - ramo da medicina que consiste no estudo, diagnóstico, prevenção e tratamento de doenças, distúrbios e condições da cavidade oral, como dentição, mucosa oral, estruturas adjacentes e tecidos moles e duros relacionados, particularmente na área maxilofacial, que no conjunto se refere ao sistema estomatognático.
- Dermatologia – ramo da medicina que trata da pele, sua estrutura, funções e doenças.
- Medicina de emergência – centra-se nos cuidados prestados no serviço de urgência .
- Endocrinologia – ramo da medicina que trata dos distúrbios do sistema endócrino .
- Medicina geral e familiar - uma especialidade médica dedicada a cuidados de saúde abrangentes para pessoas de todas as idades.
- Gastroenterologia – ramo da medicina que estuda e cuida do sistema digestivo .
- Clínica Geral (muitas vezes chamada de Medicina de Família ) é um ramo da medicina especializado em cuidados primários .
- Geriatria – ramo da medicina que se ocupa da saúde geral e do bem-estar dos idosos .
- Ginecologia – ramo da medicina que trata da saúde do aparelho reprodutor feminino e das mamas .
- Hematologia – ramo da medicina que trata do sangue e do sistema circulatório .
- Hepatologia – ramo da medicina que trata do fígado, da vesícula biliar e do sistema biliar .
- Infecciologia – o ramo da medicina que trata do diagnóstico e tratamento de doenças infecciosas, especialmente para casos complexos e pacientes imunocomprometidos .
- Cinesiologia - o estudo científico do movimento do corpo humano ou não humano.
- Medicina laboratorial – um ramo da medicina que lida com exames e testes laboratoriais de diagnóstico e sua interpretação o que faz em um laboratório médico .
- Física médica – o ramo da medicina e da ciência que lida com aplicações de conceitos, teorias e métodos de física para medicina ou cuidados de saúde .
- Neurologia – um ramo da medicina que lida com o cérebro e o sistema nervoso .
- Nefrologia – ramo da medicina que trata dos rins .
- Oncologia – ramo da medicina que estuda o câncer .
- Oftalmologia – ramo da medicina que trata dos olhos .
- Ortopedia - ramo da cirurgia preocupado com as condições que envolvem o sistema músculo-esquelético
- Otorrinolaringologia – ramo da medicina que trata dos ouvidos, nariz e garganta .
- Patologia – o estudo das doenças, e as causas, processos, natureza e desenvolvimento da doença.
- Pediatria – ramo da medicina que trata da saúde geral e do bem-estar das crianças .
- Farmácia - a arte e a prática de preparar, conservar, combinar e dispensar medicamentos
- Farmacologia – estudo e aplicação prática da preparação, uso e efeitos de drogas e medicamentos sintéticos.
- Saúde pública e medicina preventiva - ramo da medicina que se preocupa com a saúde das populações.
- Pneumologia – ramo da medicina que trata do sistema respiratório .
- Psiquiatria – um ramo da medicina que lida com o estudo, diagnóstico, tratamento e prevenção de transtornos mentais .
- Psicologia clínica Disciplina de saúde preocupada com o estudo biopsicossocial da mente, cérebro, comportamento e diagnóstico, tratamento e prevenção de distúrbios psicológicos .
- Radiologia – o ramo da medicina que emprega imagens médicas para diagnosticar e tratar doenças.
- Reumatologia – ramo da medicina que se ocupa do diagnóstico e tratamento das doenças reumáticas .
- Esplancnologia – ramo da medicina que estuda os órgãos viscerais.
- Cirurgia – um ramo da medicina que usa técnicas cirúrgicas para investigar ou tratar doenças e lesões, ou para ajudar a melhorar a função ou a aparência do corpo.
- Urologia – ramo da medicina que trata do sistema urinário e do aparelho reprodutor masculino .
- Medicina veterinária – um ramo da medicina que lida com a prevenção, diagnóstico e tratamento de doenças, distúrbios e lesões em animais/não humanos.

## Referencias
1. ↑  Pires, Luciano. «Conheça a área das Ciências da Saúde!». blog.unis.edu.br. Consultado em 13 de março de 2023